# 陽光空氣
《陽光空氣》是一首1979年的香港粵語歌曲，由Noel Quinlan作曲，盧國沾填詞，威利為首的威鎮樂隊主唱。此歌源自香港中華煤氣（Towngas）的電視廣告歌，但歌詞有所不同。

## 創作
此歌本為香港中華煤氣的廣告歌，中文版名為《生活在今天 應該用煤氣》（亦即該廣告標語），英文版名為《Living The Towngas Way》。由Noel Quinlan（漢化名：陸崑倫或陸崑崙）作曲及編曲，他是旅居香港多年的澳洲人，曾創作不少廣告配樂，業內知名。《生活在今天 應該用煤氣》的歌詞有不少「常用煤氣」:109等直接宣傳字眼，而其首句「晨早空氣清新開朗 陽光温暖帶來無限美」已經有「陽光」與「空氣」兩詞。由於只是廣告歌，其長度比一般流行曲為短。
據主唱者威利在訪問中所述，他出身於唱英文歌的樂隊，是Noel Quinlan找他唱這首粵語廣告歌。這廣告歌受到注目後，他獲得唱片公司CBS/Sony簽為旗下歌手，並組成威鎮樂隊:65-66。《陽光空氣》是威鎮樂隊第一張專輯的歌曲之一，它是將《生活在今天 應該用煤氣》重新填詞，只保留了首句「晨早空氣清新開朗 陽光温暖帶來無限美」，並加入「其實陽光空氣 原是平均給你」作為呼應，所有「煤氣」等有廣告宣傳色彩的詞句則全部刪去，時長增至2:37:65。此版本由盧國沾填詞。

## 收錄
《陽光空氣》收錄於1979年（一說為1980年）威鎮樂隊的第一張專輯唱片《城市之歌》，由CBS/Sony出版。
廣告歌的中、英文版本則曾收錄於一張黑膠EP。:66

## 反響
香港中華煤氣此一系列的廣告歌成為經典。1980年代末廣告業者文綺貞則認為廣告歌的曲往往比詞更讓人印象深刻，而煤氣廣告歌就是一例。
《陽光空氣》曾獲香港電台中文歌曲龍虎榜（週榜）冠軍歌。:68
1991年的周星馳電影《龍的傳人》其中一幕，周星馳起床後馬上唱出《陽光空氣》。

## 衍生版本
香港中華煤氣其後的電視廣告中，曾多次使用此歌的不同編曲或改詞版本。例如：
- 1989年：李克勤主唱，填上新歌詞。
- 2022年（香港中華煤氣160週年紀念）：姚焯菲及張馳豪合唱，歌詞為《陽光空氣》版本，重新編曲。[10][11]

## 備註
1. ↑  前者或為筆誤。
2. ↑  並未有文獻明確記載廣告歌版本填詞人是誰，或是否也是盧國沾。